# Allontanamento dalla casa familiare
L'allontanamento dalla casa familiare è una misura cautelare personale, coercitiva e obbligatoria, prevista e disciplinata dall'art. 282-bis del Codice di procedura penale italiano.

## Disciplina
Con il provvedimento che dispone l'allontanamento il giudice prescrive all'imputato di lasciare immediatamente la casa familiare, ovvero di non farvi rientro, e di non accedervi senza l'autorizzazione del giudice che procede. L'eventuale autorizzazione può prescrivere determinate modalità di visita.
Il giudice, qualora sussistano esigenze di tutela dell'incolumità della persona offesa o dei suoi prossimi congiunti, può inoltre prescrivere all'imputato di non avvicinarsi a luoghi determinati abitualmente frequentati dalla persona offesa, in particolare il luogo di lavoro, il domicilio della famiglia di origine o dei prossimi congiunti, salvo che la frequentazione sia necessaria per motivi di lavoro. In tale ultimo caso il giudice prescrive le relative modalita e può imporre limitazioni.
Il giudice, su richiesta del pubblico ministero, può altresì ingiungere il pagamento periodico di un assegno a favore delle persone conviventi che, per effetto della misura cautelare disposta, rimangano prive di mezzi adeguati. Il giudice determina la misura dell'assegno tenendo conto delle circostanze e dei redditi dell'obbligato e stabilisce le modalita ed i termini del versamento. Può ordinare, se necessario, che l'assegno sia versato direttamente al beneficiario da parte del datore di lavoro dell'obbligato, detraendolo dalla retribuzione a lui spettante. L'ordine di pagamento ha efficacia di titolo esecutivo.
Questi ulteriori provvedimenti possono essere assunti anche successivamente al provvedimentoche dispone l'allontanamento, sempre che questo non sia stato revocato o non abbia comunque perduto efficacia. Essi, anche se assunti successivamente, perdono efficacia se e revocato o perde comunque efficacia il provvedimento che dispone l'allontanamento.
Il provvedimento con cui il giudice ingiunge il pagamento periodico dell'assegno, se a favore del coniuge o dei figli, perde efficacia, inoltre, qualora sopravvenga l'ordinanza prevista dall'articolo 708 del codice di procedura civile, ovvero altro provvedimento del giudice civile in ordine ai rapporti economico-patrimoniali tra i coniugi ovvero al mantenimento dei figli. Il provvedimento può essere modificato se mutano le condizioni dell'obbligato o del beneficiario, e viene revocato se la convivenza riprende.
Qualora si proceda per uno dei delitti previsti dagli articoli 570, 571, 600, 600-bis, 600-ter, 600-quater, 600-septies.1, 600-septies.2, 601, 602, 609-bis, 609-ter, 609-quater, 609-quinquies e 609-octies del codice penale, commesso in danno dei prossimi congiunti o del convivente, la misura può essere disposta anche al di fuori dei limiti di pena previsti dall'articolo 280.